# Yoshino Aoki
Yoshino Aoki (青木 佳乃, Aoki Yoshino) (Kanagawa, 19 augustus 1971) is een Japans componiste van computerspelmuziek. Ze begon haar carrière bij Capcom. Later richtte ze samen met Tetsuya Shibata een eigen muziekstudio genaamd Unique Note op.

## Biografie en carrière
Yoshino Aoki werd geboren in Kanagawa. Ze studeerde klassieke muziek als kind. Op 6-jarige leeftijd begon ze met piano spelen. Als 13-jarige leerde ze fluit spelen. Kort daarna begon ze te experimenteren met een Synthesizer. In het middelbaar zong ze klassieke muziek en speelde ze keyboard in haar eigen band. Later studeerde ze muziek en klassieke zang.
Nadat ze haar diploma hogere studies behaalde, ging Aoki aan de slag voor het computerspelbedrijf Capcom. Haar carrière begon met het maken van arrangementen van Kinuyo Yamashita's partituren voor de CD uitgave van Capcom's Mega Man X3. In 2007 verliet ze Capcom en ging ze als freelancer aan de slag. Momenteel werkt ze bij de geluidsstudio Unique Note Co., Ltd., een studio die ze samen met Tetsuya Shibata stichtte. Naast vicepresident is ze componist, arrangeur en tekstschrijver bij dit bedrijf. Aoki's meest recente werk zijn voor Konami's Genso Suikoden Tierkreis en Half-Minute Hero.
Yoshino Aoki is onder meer bekend omdat zij zong in het lied Kaze yo, Tsutaete, welke vaak wordt gebruikt als het muzikale thema voor het personage Roll uit de Mega Man franchise.

## Oeuvre

### Componist
- Breath of Fire III (1997) – met Akari Kaida
- Super Gem Fighter Mini Mix (console versies) (1998) – met Isao Abe
- Breath of Fire IV (2000)
- Mega Man Battle Network 2 (2001)
- Mega Man Battle Network 3 (2002)
- Mega Man Battle Network 5: Double Team DS (2005) – met Seiko Kobuchi
- Mega Man Battle Network 6 (2005)
- Shadow of Rome (2005) – met Kota Suzuki
- Mega Man Star Force (2006) – met Mitsuhiko Takano
- Mega Man Star Force 2 (2007) – met Marika Suzuki
- Luminous Arc 2 (2008) – met Akari Kaida, Shunsuke Tsuchiya en Yoko Shimomura
- Shiki-Tei (2008)
- Daletto World (2008)
- Mega Man Star Force 3 (2008) – met Akari Kaida
- Suikoden Tierkreis (2008) – met Norikazu Miura, Masaharu Iwata, Kaori Komuro, Junpei Fujita, Hitoshi Fujima, Masato Nakayama en Daisuke Kikuta
- Half-Minute Hero (2009) – 1 nummer
- Earth Seeker (2011) – met Tetsuya Shibata
- Half-Minute Hero: The Second Coming (2011) – 2 nummers
- Merc Storia (2014) – met Tetsuya Shibata en Kenichi Tendo
- Uppers (2016) – met Unique Note
- Justice Monsters Five (2016) – met Unique Note
- Final Fantasy XV (2016) – met Yoko Shimomura, Tetsuya Shibata en Yoshitaka Suzuki

### Arrangeur
- Mega Man X3 (1996) – met Toshihiko Horiyama, Shusaku Uchiyama en Makoto Tomozawa[2]
- Otomedius Excellent (2011) - met verscheidene anderen
- Super Smash Bros. Ultimate (2018) - met verscheidene anderen

### Uitvoerend musicus
- Mega Man Battle & Chase (1997) – zang
- Breath of Fire III (1997) – zang
- Breath of Fire IV (2000) – zang